# 유세움
유세움(兪세움, 1983년 9월 3일 ~)은 대한민국 인천광역시의회 의원이다.

## 학력
- 인천대건고등학교 졸업

## 경력
- 인천시립예술단 운영위원
- (주)문화공작소 세움 대표
- 2018년 7월 1일 ~ 2022년 6월 30일: 제8대 인천광역시의회 의원

## 역대 선거 결과
|  | 55.27% |

|  | 44.62% |